# Giovanni Sostero
Giovanni Sostero (geboren 18. März 1964; gestorben 6. Dezember 2012) war ein italienischer Amateur-Astronom. Er war einer der führenden Mitglieder der Associazione Friulana di Astronomia e Meteorologia sowie Ehrenmitglied des Astronomischen Observatoriums von Višnjan (Kroatien).
Sostero veröffentlichte zahlreiche wissenschaftliche Arbeiten in professionellen astronomischen Zeitschriften und ist im Astrophysics Data System der NASA mit über 1880 Beiträgen gelistet. Sein Hauptforschungsfeld waren die kleineren Körper des Sonnensystems wie unter anderem Asteroiden und Kometen sowie Veränderliche Sterne wie beispielsweise symbiotische Sterne und Supernovae.
Des Weiteren entdeckte er mehrere Supernovae: 2009jp, 2008ae, 2008F, 2007cl, 2006br, 2006bm, 2006H, 2006B, 2005ly, 2005kz, 2005kc. Im Jahr 2000 entdeckte er eine Nova in der Andromedagalaxie (M31).
Er starb am 6. Dezember 2012 im Alter von 48 Jahren aufgrund der Komplikationen eines Herzinfarkts.

## Ehrungen
Der Asteroid (9878) Sostero (1994 FQ) wurde nach ihm benannt.
Zu Ehren von Sostero, der früher für das weiche Röntgen-Metrologie-Labor in der Anlage verantwortlich war, wird seit 2013 der "Giovanni Sostero Award" vergeben und von der Forschungseinrichtung Elettra Sincrotrone Trieste unterstützt.